# 구글 음성 검색
구글 음성 검색(Google Voice Search, 구글 보이스 서치) 또는 음성으로 검색(Search by Voice, 서치 바이 보이스)은 사용자가 휴대 전화나 컴퓨터에서 말을 함으로써 구글 검색을 사용할 수 있게 하는 구글의 제품이다. 예를 들어, 말을 함으로써 장치에서 검색할 대상에 관한 정보를 입력할 때 사용할 수 있다.
원래 이름은 보이스 액션(Voice Action)이었으며 안드로이드 전화에 음성 명령을 제공할 수 있었다. 미국 영어 로캘만 지원했으나 명령은 나중에 미국, 영국, 인도 영어, 필리핀어, 프랑스어, 이탈리아어, 독일어, 스페인어를 인식하고 응답이 가능하게 되었다.
안드로이드 4.1 이상(젤리빈)에서 구글 나우와 병합되었다.
2014년 8월, 구글 음성 검색에 새로운 기능이 추가되었으며, 사용자들이 최대 5개의 언어를 선택할 수 있고 앱은 자동으로 발설 언어를 이해할 수 있다.

## 역사
구글 음성 검색은 자신의 전화에 구글 쿼리를 사용할 수 있게 했던 구글 랩스의 도구였다. 구글 음성의 검색 시스템인 (650) 623-6706에 전화를 걸면 "검색 키워드를 말하십시오"라는 문구를 기다렸다가 키워드를 말하는 식이었다.
2012년 10월 30일, 구글은 iOS용의 새로운 구글 검색 앱을 출시하였다.

## 지원 언어
다음 언어는 구글 음성 검색에서 부분적으로 지원된다:
- 아프리칸스어 2010[4]
- 암하라어 2017[5]
- 아르메니아어 2017[5]
- 아제르바이잔어 2017[5]
- 바스크어 2012[6]
- 벵골어 2017[5]
- 불가리아어 2012[6]
- 버마어 2018[5]
- 카탈루냐어 2012[6]
- 체코어 2010[7]
- 덴마크어 2014[8]
- 네덜란드어 2010[9]
- 영어 (오스트레일리아, 캐나다, 인도, 뉴질랜드, 남아프리카, 영국, 미국), 일부 변종은 2008
- 필리핀어 2013[10]
- 핀란드어 2012[6]
- 프랑스어 2010[11]
- 갈리시아어 2012[6]
- 조지아어 2017[5]
- 독일어 2010[11]
- 그리스어 2014
- 구자라트어 2017[5]
- 히브리어 2011[12]
- 헝가리어 2012[6]
- 아이슬란드어 2012[6]
- 이탈리아어 2010[11]
- 인도네시아어 2011[9]
- 일본어 2009[13]
- 자와어 2017[5]
- 칸나다어 2017[5]
- 한국어 2010[14]
- 크메르어 2017[5]
- 라오어 2017[5]
- 라틴어
- 라트비아어 2017[5]
- 리투아니아어 2015
- 관화 (Traditional Taiwan, Simplified China, Traditional Hong Kong) since 2009[15]
- 말레이어 2011[9]
- 말라얄람어 2017[5]
- 마라티어 2017[5]
- 네팔어 2017[5]
- 노르웨이어 2012[6]
- 페르시아어 2013
- 폴란드어 2010
- 피그 라틴 April 1, 2011[16] but it was actually added and not just because of 만우절, although it is not officially listed
- 포르투갈어 (Brazilian; 유럽 포르투갈어 2012[6])
- 루마니아어 2012[6]
- 러시아어 2010
- 세르비아어 2012[6]
- 싱할라어 2017[5]
- 슬로바키아어 2012[6]
- 스페인어 (Argentina, Bolivia, Chile, Colombia, Costa Rica, Dominican Republic, Ecuador, El Salvador, Guatemala, Honduras, Mexico, Nicaragua, Panama, Paraguay, Peru, Puerto Rico, Spain, US, Uruguay, Venezuela) since 2010[11] and Latin American Spanish since 2011[9]
- 순다어 2017[5]
- 스와힐리어 2017[5]
- 스웨덴어 2012[6]
- 타밀어 2017[5]
- 텔루구어 2017[5]
- 튀르키예어 2010
- 우르두어 2017[5]
- 웨어 (언어) (Traditional Hong Kong) 2010[17]
- 줄루어 2010[4]
- 베트남어 2015

## 같이 보기
- 마이크로소프트 코타나
- Siri